# Gråbrynad myrfågel
Gråbrynad myrfågel (Myrmoderus eowilsoni) är en nyligen beskriven fågelart i familjen myrfåglar inom ordningen tättingar.

## Utbredning och systematik
Fågeln förekommer endast i San Martín-departementet i Peru. Den behandlas som monotypisk, det vill säga att den inte delas in i några underarter.

## Status
Internationella naturvårdsunionen IUCN kategoriserar den som nära hotad.